# Gladicosa gulosa
Gladicosa gulosa är en spindelart som först beskrevs av Charles Athanase Walckenaer 1837.  Gladicosa gulosa ingår i släktet Gladicosa och familjen vargspindlar. Inga underarter finns listade i Catalogue of Life.